# Скотти, Джованни Батиста
Джова́нни Бати́ста Скотти или Иван Карлович Ско́тти (1776 или 1777—1830) — живописец эпохи русского классицизма и ампира, который украсил монументальными росписями многие здания Санкт-Петербурга. Сотрудничал с архитектором К. И. Росси.

## Биография
Сын живописца Карло Скотти, который в 1786 году переехал с семьёй из Северной Италии в Санкт-Петербург. Поначалу работал с отцом, потом самостоятельно либо с братом Доменико. Похоронен на Волковском лютеранском кладбище (могила утрачена).

## Работы
- Интерьеры Таврического дворца,
- Интерьеры Елагина дворца,
- Интерьеры Михайловского дворца,
- Интерьеры Зимнего дворца[3]
- Интерьеры Главного дома усадьбы Быково М. М. Измайлова (утрачены)
- Интерьеры дома Ильина (1807) и дворца Бобринских (1825)[4]
- Оформление Главного Адмиралтейства (1810-е гг.), Колонного зала Горного института (1823-24).
- Росписи интерьеров здания Главного штаба (Министерства иностранных дел) (1828).
- Эскизы барельефов пьедестала Александровской колонны (завершены Ф. П. Брюлловым)[5]
- Декорации для Арбатского театра.

## Сыновья
- Михаил Иванович Скотти (1814—1861) — художник, выпускник, впоследствии профессор Московского училища живописи, ваяния и зодчества, академик Императорской Академии художеств[6][7].
- Иван Иванович Скотти (род. ок. 1818) — актёр, певец, выступавший в том числе в Выксунском театре[8][9].

## Иллюстрации
- Росписи парадной лестницы в особняке Ильиных